# Andrea Pancani
Andrea Pancani (Napoli, 30 luglio 1961) è un giornalista e conduttore televisivo italiano.

## Biografia
Andrea Pancani nasce a Napoli il 30 luglio del 1961.
Inizia la sua carriera da giornalista nel 1982 a Roma, dove lavora presso la redazione di Olimpico. Diviene responsabile della redazione "Cultura/spettacoli" e collabora a programmi radiofonici e televisivi sia per la Rai che per alcune emittenti private.
Dopo alcune collaborazioni per la Rai in programmi radiofonici, fonda nel 1987 "Vogliadiradio", tra i primi esperimenti di talk-radio in Italia.
Due anni più tardi approda a Telemontecarlo dove lavora come inviato di cronaca. Successivamente è inviato per gli esteri, dove svolge molte corrispondenze internazionali. Nel 1997 diviene vice-caporedattore di TMC News. Conduce la rassegna stampa della mattina e diviene autore e conduttore di "Good Morning Italia", e insieme ad Alain Elkann de "Il caffè della domenica".
Dal 2002 al 2007 ha condotto il programma Omnibus, contenitore del mattino su LA7, curando la rassegna stampa e uno spazio con ospiti del mondo della politica, dell'economia, della cultura.
Dal 2003 al 2005 è stato consigliere per la stampa estera presso la Presidenza del Consiglio dei ministri. Nel 2007 ha fondato con Claudio Velardi il web-channel politico-istituzionale Sherpa-Tv
.
Dal 2007 è stato docente a contratto di giornalismo presso l'Università La Sapienza di Roma.
Nel 2015 e nel 2016, durante i mesi estivi, ha condotto su La7 L'aria d'estate. Dal 2015 conduce Coffee Break, in onda sempre su La7. Andrea Pancani è attualmente sposato con Camilla Giugni con cui il 21 giugno 2018 ha avuto un figlio di nome Luca: i due si sono conosciuti e fidanzati nel dicembre del 2012.  Andrea Pancani aveva già un figlio di nome Andrea Julian, nato il 2 aprile 2005 dal suo primo matrimonio con Chiara Capelli.